# Infoclio.ch
 (décembre 2023).
infoclio.ch est le portail professionnel des sciences historiques en Suisse. Le portail offre plusieurs services d’information destinés aux historiens et à toute personne intéressée, organise des manifestations, s’engage pour l’amélioration de l’infrastructure numérique et promeut les Digital Humanties en Suisse.

## Objectifs
Le portail infoclio.ch vise à promouvoir le développement d’une infrastructure numérique pour les sciences historiques en Suisse, à favoriser auprès des chercheurs l’utilisation des ressources numériques dans la recherche, à augmenter la visibilité de la recherche historique suisse sur le web, et à favoriser la collaboration entre les différentes zones linguistiques de Suisse.

## Organisation
infoclio.ch est une entreprise de l’Académie suisse des sciences humaines et sociales. Le portail est alimenté par une équipe de rédaction avec siège à Berne. Le travail de la rédaction est supervisé par une commission où sont représentés la Bibliothèque nationale suisse, les Archives fédérales suisses, la Société suisse d'histoire et d’autres institutions nationales dans le domaine de l’histoire. Entre 2008 et 2012, infoclio.ch a été l'un des projets associés de la Bibliothèque électronique suisse.

## Histoire
infoclio.ch est né d’une initiative de la Société suisse d'histoire et de l’Académie suisse des sciences humaines et sociales. La rédaction a commencé ses travaux en été 2008 et le site web infoclio.ch mis en ligne en août 2009. Le premier colloque d’infoclio.ch s’est tenu à Berne les 11 et 12 septembre 2009 sur le thème «Médias et infrastructures numériques pour les sciences historiques».

## Services et activités
Le portail infoclio.ch publie quotidiennement des actualités sur la recherche historique en Suisse, tient à jour un calendrier des manifestations en histoire et recense les offres d’emploi actuelles en Suisse dans le domaine de l’histoire.
infoclio.ch gère plusieurs bases de données visant à aider les historiens et les personnes intéressées dans leurs travaux de recherche.
- La base infoclio.ch[4] recense les institutions et les ressources en ligne en Suisse qui présentent un intérêt pour les sciences historiques.
- La base de données Liz/Diss[5] recense tous les travaux académiques terminés ou en cours depuis 1989 dans les universités suisses dans le domaine de l’histoire.
- La base de données des recensions[6] contient des comptes rendus de livres d’histoire publiés en Suisse et de livres sur l’histoire de la Suisse. Il s’agit de comptes rendus pour partie commissionnés par infoclio.ch en collaboration avec H-Soz-Kult, et pour partie de comptes rendus déjà parus dans plusieurs revues spécialisées.

Infoclio.ch organise un colloque annuel sur le thème «Science historiques et médias numériques« avec les interventions de professionnels de la recherche en histoire et des sciences de l’information. De plus, infoclio.ch collabore régulièrement aux manifestations d’autres universités et institutions culturelles, réalise des captations multimédias d’évènements scientifiques, enregistre des interviews avec des spécialistes internationaux et publie des comptes rendus de manifestations.

## Autres projets
- Compas – Organiser sa recherche sur le web[7]: en 2012 infoclio.ch a développé un guide des compétences informationnelles et de la recherche d’information en ligne à destination des historiens et des étudiants en histoire.
  - Le Compas présente aux étudiants des informations très structurées sur les outils numériques. Y sont abordées des questions comme « Quelle est l'infrastructure numérique dont j'ai besoin ? » ou « Comment je gère mes données bibliographiques ? »[8].
- Rousseauonline.ch[9]: en 2012, pour le tricentenaire de Jean-Jacques Rousseau, infoclio.ch a développé une édition numérique des œuvres complètes de Jean-Jacques Rousseau sous licence Creative Commons[10].